# Orthotylus tenellus
Orthotylus tenellus ist eine Wanzenart aus der Familie der Weichwanzen (Miridae).

## Merkmale
Die Wanzen werden 4,2 bis 4,7 Millimeter lang. Die Arten der Gattung Orthotylus sind überwiegend grün gefärbt. Viele sind extrem ähnlich und deswegen anhand von äußeren Merkmalen nur sehr schwer zu bestimmen. Die Wirtspflanze der entsprechenden Individuen sind daher ein wichtiges Indiz. Orthotylus tenellus zählt zu den leichter zu bestimmenden Arten der Gattung. Sie hat eine durchscheinende, blasse, gelbgrüne Grundfarbe und die Facettenaugen sind charakteristisch schwarz. Das erste Fühlerglied trägt keine langen Haare.

## Vorkommen und Lebensraum
Die Art ist in Europa und Nordafrika verbreitet. In Deutschland ist sie weit verbreitet und nicht selten. Sie ist im Nordwesten häufiger als im Osten und Süden. Aus Österreich sind bisher nur einzelne Funde dokumentiert.

## Lebensweise
Die Wanzen leben an Laubgehölzen, insbesondere an Eichen (Quercus), Eschen (Fraxinus) und Haseln (Corylus), seltener auch auf anderen Arten. Sie ernähren sich zoophytophag, wobei die Nymphen überwiegend an den Pflanzen, die Imagines an diversen Insekten und deren Entwicklungsstadien, wie etwa Blattläusen saugen. Bei ausreichender Verfügbarkeit von Beutetieren auf den Pflanzen kann man die Art auch an Ahornen (Acer), Linden (Tilia), Birnen (Pyrus) und anderen finden. Die adulten Wanzen sind sehr flink und flugaktiv. Man kann sie von Mitte Juni bis maximal Anfang August beobachten; gelegentlich treten sie auch schon ab Ende Mai auf.

## Belege